# Danny van Dijk
Danny van Dijk (Assen, 28 maart 1984) is een Nederlands voetballer die op moment speelt in een lager elftal bij ACV Assen.
Aan het begin het seizoen 2007/2008 maakte van Dijk zijn debuut in het betaalde voetbal. Door een blessure van Guus de Vries was FC Emmen genoodzaakt een nieuwe linksback aan te trekken. Zo kon van Dijk de overstap maken van de amateurs van ACV naar FC Emmen, waar hij teamgenoot wordt van zijn oudere broer Sergio van Dijk. Na het seizoen werd zijn contract bij Emmen niet verlengd en keerde hij terug naar de amateurs ditmaal bij Harkemase Boys.
| Club           | Seizoen   | Wedstrijden | Goals |
| -------------- | --------- | ----------- | ----- |
| FC Emmen       | 2007/2008 | 18          | 0     |
| Harkemase Boys | 2008/2009 | 1           | 0     |